# 庫爾加寧斯克區

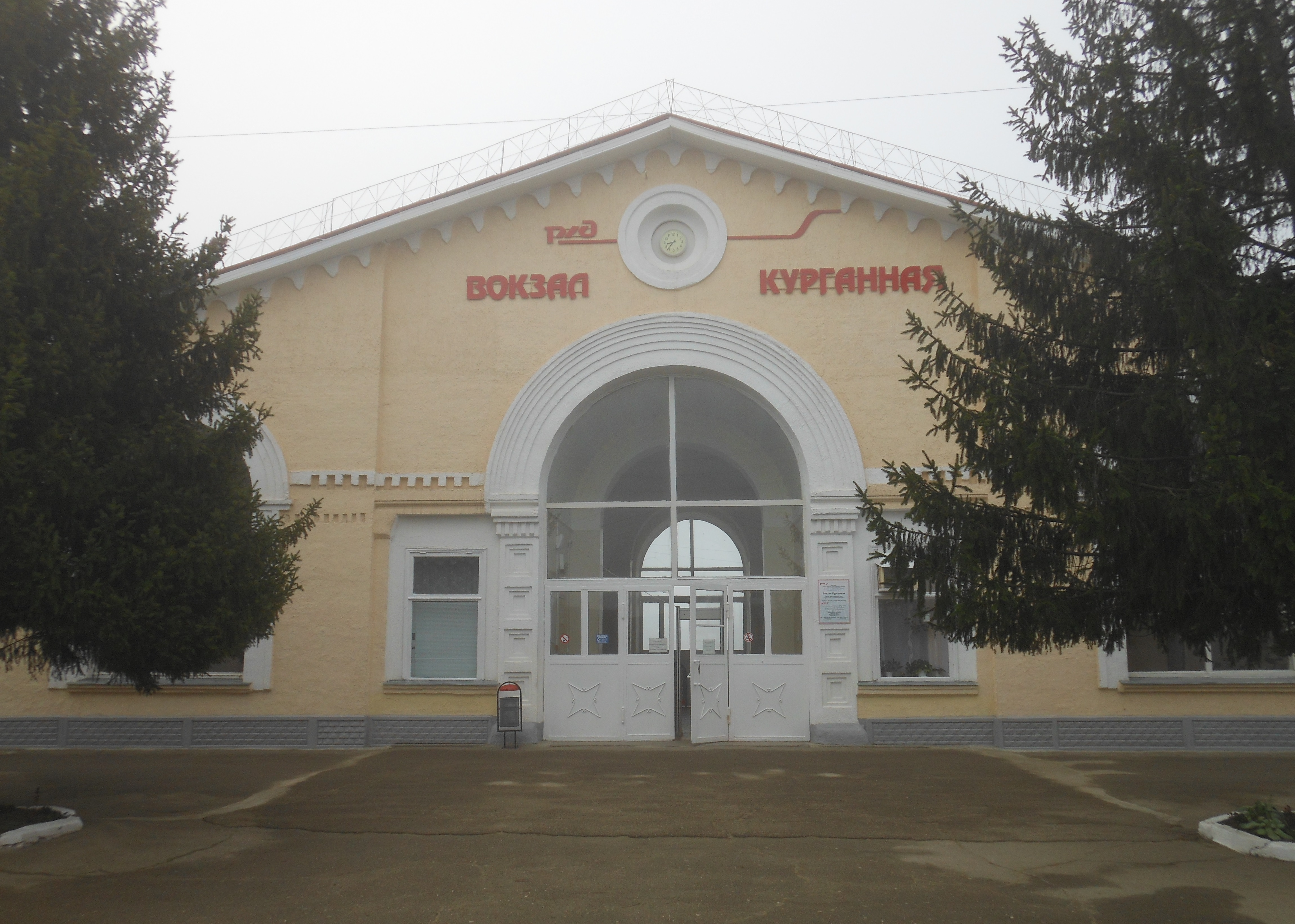

44°53′N 40°36′E / 44.883°N 40.600°E
庫爾加寧斯克區（俄语：Курганинский район），是俄羅斯的一個區，位於該國西南部，由克拉斯諾達爾邊疆區負責管轄，面積1,590平方公里，2010年人口103,036，人口密度每平方公里64.8人。